# Philibert-Louis-Alexandre de Tascher
Pour les autres membres de la famille, voir Famille de Tascher.
Philibert-Louis-Alexandre, chevalier de Tascher (3 mai 1762, Pouvrai - 15 mai 1825, Paris), est un homme politique français.

## Biographie
Fils de Pierre-François-Alexandre de Tascher, lieutenant des maréchaux de France, et de Marie-Henriette Philbert de Turin, et frère du comte Pierre-Jean-Alexandre Tascher, il était propriétaire au Mans. Il dut à sa parente l'impératrice Joséphine d'être choisi, le 10 août 1810, par le Sénat conservateur, comme député de la Sarthe au Corps législatif. 
Il fut membre du comité de l'intérieur, et n'assista plus aux délibérations à partir de 1814. Il se retira définitivement de la politique à la seconde Restauration.
Il épousa la fille de Jean-Baptiste-Joseph de Bailly de Fresnay.

## Sources
- « Philibert-Louis-Alexandre de Tascher », dans Adolphe Robert et Gaston Cougny, Dictionnaire des parlementaires français, Edgar Bourloton, 1889-1891 [détail de l’édition]